# مستشفيات جامعة المنصورة
مستشفيات جامعة المنصورة هي مجموعة من المستشفيات الجامعية التابعة لكلية الطب جامعة المنصورة.

## المستشفيات

### مستشفي الباطنة التخصصي
أنشئت المستشفى طبقا لقرار مجلس الجامعة رقم 246 بتاريخ  31 يناير سنة 1995 وتتكون من خمسة أدوار على مساحة 2500م2 بسعة 208 سرير.

### مستشفي الأطفال الجامعي
بدأ العمل في إنشاء مستشفى الأطفال الجامعي عام 1984 وتم بناء المستشفى على مساحة 10000م2 ومساحة الحديقة الخضراء ومواقف السيارات 2400م2 وبلغت قدرة المستشفى 365 سرير.

### مركز الأورام
أنشئ مركز الأورام سنه 2001 على مساحه 2500 متر مربع داخل الحرم الجامعي بارتفاع 52 م ويحتوى على ثلاثة عشر طابقا بسعة 500 سرير.

### مركز جراحة الجهاز الهضمي
تم إنشاء المبنى الرئيسي على مساحة 2100 متر مربع مكون من 7 طوابق والموضح مكوناته فيما بعد تم إنشاء مبنى إداري فرعى مكون من دور أرضى واربع طوابق على مساحة 200 متر مربع.

### مركز طب وجراحة العيون
مركز طب وجراحه العيون جامعه المنصوره صدر قرار رئيس الجامعة في 24/4/1989 بالبداء في إنشاء مركز طب وجراحه العيون علي مساحه 7500 متر مربع وبدأ تشغيل العيادة الخارجيه في 5/12/1995 وتم تشغيل مركز طب وجراحه العيون بكامل طاقته بالعيادات الخارجيه والعمليات والقسم الداخلي في 1996.

### مركز أمراض الكلي والمسالك البولية
يرجع انشائه إلى عام 1977 أثر زيارة الرئيس محمد أنور السادات لمدينة المنصورة والتوصية بإقامة هذا المركز في 8/8/1981 وقام الرئيس محمد حسنى مبارك بإفتتاحه رسمياً في مايو 1983.

### مستشفي الطوارئ
تم إنشاء مستشفى الطوارئ على مساحة 5000 م مربع بتكلفة إجمالية 35 مليون جنيه وتم استلام المبنى في سبتمبر 1991.